# José María Zeledón Brenes
José María Pedro Zeledón Brenes (San José, 27 de abril de 1877 - Esparza, 6 de diciembre de 1949) fue poeta, escritor, periodista e intelectual costarricense, de pensamiento anarquista, apodado Billo Zeledón, es más conocido como autor de la letra del Himno Nacional de Costa Rica.
Hijo de Hilario Zeledón y Concepción Brenes, fue huérfano desde temprana edad pues su madre falleció cuando dio a luz y estando también muy pequeño murió su padre, por lo que fue criado por dos tías, hermanas de su padre, mujeres de escasos recursos. Por esta razón solo cursó el primer año en el Liceo de Costa Rica. Muy pronto tuvo que trabajar para vivir.
En 1892 comenzó a trabajar como escritor en la Corte Suprema de Justicia, posición que le ayudó a formarse en el periodismo. Sus primeros artículos aparecieron por el año 1898  en El Diarito, y desde este año hasta 1948 escribió en todos los periódicos y revistas importantes de Costa Rica.
El 24 de diciembre de 1899 contrajo matrimonio con su prima Ester Venegas Zeledón con la cual tuvo cinco hijos.
Cuando tenía 27 años, participó en el concurso para poner nueva letra al Himno Nacional, cuya música compuso Manuel María Gutiérrez Flores logrando el primer premio y es la letra con la cual se canta el himno desde 1903.
Su primer libro de versos se llamó Musa nueva. Luego escribió dos libros de versos para niños: Jardín para Niños (1916) y Alma infantil (1928). Sus libros de versos Campo de Batalla y Germinal se perdieron antes de ser publicados, quemados.
Ganó su sustento y el de su familia trabajando en contabilidad en diversas instituciones y en empresas particulares. De 1914 a 1917 fue director de la Imprenta Nacional; de 1917 a 1924 estuvo como administrador de la Botica Francesa. En 1920 fue elegido Diputado al Congreso. Del año 1924 a 1936 laboró como Auditor de la Municipalidad de San José. En 1925, fue directivo del Banco Nacional de Seguros, hasta 1936. En este año pasó a trabajar en la Contraloría de Hospitales hasta 1940, año en el cual se fue a vivir a Puntarenas como Auditor de la Compañía Atunera hasta 1944.
En 1946 fue nombrado Secretario General de Hospital San Juan de Dios, cargo que desempeñó hasta 1949. En el año 1948, durante la Guerra Civil fue maltratado y encarcelado. 
En 1949 apoyó la creación del partido Unión Nacional y llegó a la Constituyente como representante de ese partido.